# Яковлівка (Бахмутський район)
Я́ковлівка — село Соледарської міської громади Бахмутського району Донецької області в Україні.

## Історія
Село засноване у 1908 році.
Під час радянської влади в селі була Птахофабрика "Артемівська", на якій працювало більшість мешканців, яка збанкрутіла в 90-х роках.
Більша частина земельних ділянок мешканців села знаходиться в оренді у ТОВ "БАХМУТ-АГРО", яке контролює Володимир Іванков.
Староста Яковлівського старостинського округу - Анастасія Катасонова.
З 16 грудня 2022 року Яковлівка окупована внаслідок російського вторгнення.

Всі будинки зруйновані, мешканців не залишилось.

### Загинули внаслідок російського вторгнення в Україну
Канюк Юрій (?-2022)—загинув 23 травня під час бою